# Otdalionni
Otdalionni - Отдалённый (rus) és un possiólok del krai de Krasnodar, a Rússia. Es troba als vessants septentrionals del Caucas occidental, a la vora del riu Pxekha, a 43 km al sud d'Apxeronsk i a 121 km al sud-est de Krasnodar, la capital.
Pertanyen a aquest municipi les poblacions de Vérkhnie Tubi, Novi Rejet, Rejet i Tubi.